# Money (canção de Pink Floyd)

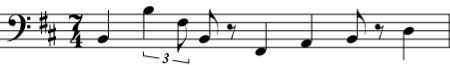
Linha de baixo de Roger Waters, descrita por Adrian Ashton como "um dos mais memoráveis riffs de baixo já gravados."

"Money" é uma canção do grupo britânico de Rock Progressivo Pink Floyd, do álbum The Dark Side of the Moon.
Escrita pelo baixista Roger Waters, esta canção abre o segundo lado do LP original, e é a única canção no álbum que entrou para o top 20 da Billboard Hot 100. A canção “Money” é conhecida pela sua incomum assinatura de tempo 7/4–4/4 e o som de moedas e caixa registradora que dão início à canção. Na exposição de 2017 em Londres - "Their Mortal Remains" - figurava, na vitrina dedicada ao álbum, uma parte da fiada de moedas originais que foram utilizadas para a gravação. Este som introdutório é similar a "Time."

## Recepção
Em 2008, a revista Guitar World listou o solo de Gilmour em "Money" como número 62 pelos votos de leitores para a lista "Os 100 melhores solos de guitarra". A canção também foi classificada no número 69 na lista "As 100 melhores canções de guitarra de todos os tempos" da Rolling Stone.

## Ficha Técnica
- David Gilmour - vocais, guitarra
- Roger Waters - baixo
- Richard Wright - teclado
- Nick Mason - bateria
- Dick Parry - saxofone

## Tabelas
| Tabela (1973)           | Posição |
| ----------------------- | ------- |
| Billboard Hot 100 (EUA) | 13      |